# Pasqual Balaguer Castillo
Pasqual Balaguer Castillo (La Pobla de Vallbona 1983), més conegut com a Pasqual II, és un exjugador professional d'Escala i corda, que estigué en la nòmina de l'empresa ValNet.
Va debutar com a professional en l'any 2001 al Trinquet de Pelayo (València). Ha sigut membre de la Selecció Valenciana de Pilota el 2006 i 2007.
El 2008 debutà en l'Individual d'escala i corda. El 2009 fitxà pel club de pilota de Montserrat per a jugar El Corte Inglés de galotxa, que va acabar guanyant eixe mateix any en la categoria senior de primera, la màxima categoria, a l'any següent queda subcampió en la supercopa i després de dos anys de sequera torna a guanyar El Corte Inglés de galotxa senior de primera de 2013, amb l'equip de Montserrat.
El 2015 tornà a disputar la final de l'Individual de Frontó a Xest, però perdé 31 per 41 contra Alejandro de Paterna.

## Palmarés
| A.   | mod.   | Competició                                       | resultat  | observacions             |
| ---- | ------ | ------------------------------------------------ | --------- | ------------------------ |
| 2017 | escala | VIII Individual Autonòmic                        | campió    | contra Terio de l'Eliana |
| 2017 | frontó | XII Trofeu President de la Diputació de València | subcampió | amb Pere Roc II          |
| 2015 | frontó | Individual Autonòmic                             | subcampió | contra Alejandro         |
| 2013 | frontó | Individual Autonòmic                             | campió    | contra Adrian de Quart   |

- Escala i corda:
  - Campió Lliga Caixa Popular: 2007 i 2008
  - Subcampió Lliga Caixa Popular: 2006
  - Subcampió de l'Campionat Autonòmic d'Escala i Corda primera senior: 2005
- Frontó:
  - Campió de l'Obert d'Albal: 2006 i 2007
  - Subcampió del Trofeu Platges de Moncofa: 2008
  - Campió de l'Autonòmic de Frontó Individual: 2009, 2012
  - Subcampió de l'Autonòmic de Frontó Individual: 2003,2010 i 2011
  - Subcampió de l'Autonòmic de Frontó per Parelles: 2010 i 2011
  - Campió d'Espanya de Frontó Valencià (torneig organitzat per la federació de pilota valenciana junt a l'empresa Garfe): 2010
- Galotxa:
  - Subcampió del Trofeu el Corte Inglés de primera juvenil: 2002
  - Subcampió de la Supercopa de Galotxa categoria juvenil: 2002
  - Campió del Trofeu el Corte Inglés de primera senior: 2009 i 2013
  - Subcampió de la Supercopa de Galotxa categoria absoluta: 2010

Campionats Internacionals de Pilota
- Campió europeu de Joc internacional, Nivelles (Bèlgica) 2007
- Subcampió europeu de Llargues: Nivelles (Bèlgica) 2007
- Campió del Món de Pilota: País Valencià, 2010[7]